# حميد صالح
حميد عبد الله صالح الحمادي (مواليد 7 أبريل 1996، لاعب كرة قدم إماراتي يجيد اللعب في الوسط.

## مسيرة اللاعب
لعب مع نادي الشعب ونادي الشارقة ونادي عجمان ونادي الذيد والنادي العربي ونادي التعاون.

## روابط خارجية
حميد صالح على موقع Soccerway.com (الإنجليزية)